# 福建马兜铃
福建马兜铃（学名：Aristolochia fujianensis）又名小条根、小号山东瓜、浦梨，为马兜铃科马兜铃属的植物，其种加词“fujianensis”意为“福建的”。中国特有植物。分布于中国大陆的浙江、福建等地，生长于海拔200米的地区，一般生长在山地路边灌丛中，目前尚未由人工引种栽培。全株密被节状长柔毛。